# Comissió d'Esports Militar del Brasil
La Comissió d'Esports Militar del Brasil (CDMB o Comissão Desportiva Militar do Brasil en portuguès) representa el país al Consell Internacional de l'Esport Militar (CISM) i coordina els afers dels esports militars al país. Creada el 1956, la CDMB té la seu a Brasília i és part de l'estructura del Ministeri de Defensa brasiler. La Comissió és responsable d'organitzar i dirigir, amb la col·laboració de les «Forces Singulars», el torneig entre les forces armades. És també la tasca de CDMB per preparar propostes, normes i procediments per a les activitats militars relacionades amb l'esport.
La CDMB treballa amb 14 esports, prioritzant les categories amb característiques essencialment militars: atletisme, bàsquet, cross country, esgrima, futbol, judo, natació, orientació, paracaigudisme, pentatló militar, tennis, tir, triatló i voleibol.